# نوي-إيزنبورغ
نوي ايزنبورغ (بالألمانية: Neu-Isenburg) هي بلدة، Gemarkung، مدينة و بلدة ألمانية تقع في ألمانيا في Offenbach. يقدر عدد سكانها بـ 35,386 نسمة .

## المدن التوأمة
مدن Weida و Bad Vöslau هي مدن توأمة لـنوي ايزنبورغ.

## أعلام
- ولفغانغ بوب
- بيتر ديتريش
- فيرنر كولب
- برثا بابنهيم
- فرانز فولكر